# Історія Камеруну

## Історія

### Доколоніальна історія
У доколоніальний період найдревнішим населенням Камеруну були пігмеї. Згодом у південній частині Камеруну поселяються західні конголезькі племена і народи банту. У І тис. до н.е. на території Камеруну жив народ сао, який займався землеробством та скотарством. У XIV-му столітті приходять на землі племена канембу, а у XV-му столітті племена маса. На початку XVII-го століття на півночі нинішнього Камеруну утворилася ранньофеодальна держава Мандара. У 1715 році 25-й король Мандари (ім'я невідоме) дозволив мусульманським місіонерам проповідувати, і Мандара стала султанатом. Серед найбільш важливих держав на півночі Камеруну були султанат Борну, Мандара, Логоні-Бірні, Макарі-Голфей, на західних землях Камеруну королівство Бамум. По всій території значну роль у відіграли держави: Королівство Фомбіна, Нгаондере, Гаруа, Марей, Рей-Буба, Тібаті, Баньо.

### Початок європейської колонізації

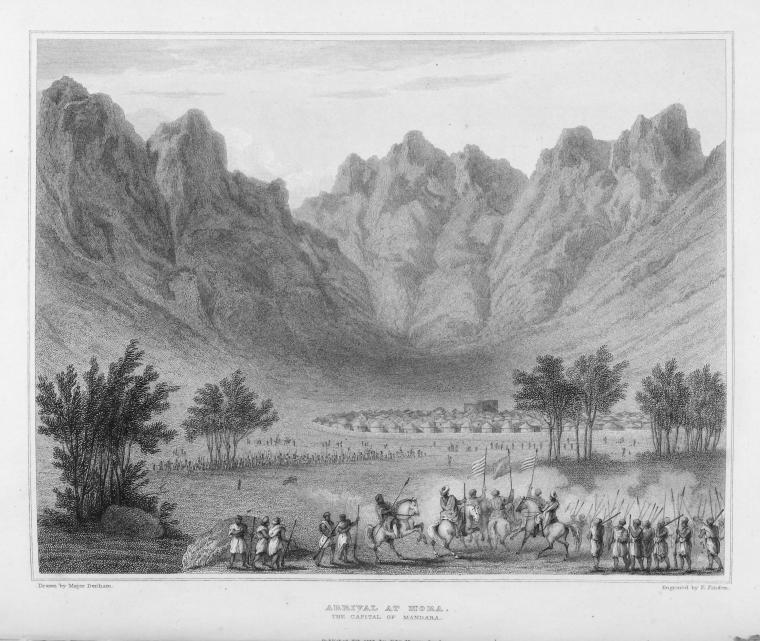
Прибуття колонізаторів до столиці Мандари — Мори. Гравюра з описів про подорожі британського дослідника Едварда Френсіса Фіндена (1791–1857). Опубліковано в 1826 році

У 1472 році узбережжя Камеруну досягли португальські капітани Фернан ду По та Руй ді Сікейра. Португальців здивувала велика кількість креветок у водах цих країв — саме це їх і наштовхнуло на сучасну назву країни (Початкова назва «Річка креветок» (порт. Rio dos Camarões). Через декілька років португальці заснували в гирлі річки Вурі торгову факторію, що займалася торгівлею рабів.
Наприкінці XVI століття португальців витіснили голландці, а з початком XVIII століття на узбережжі Камеруну стали активно поселятися англійці, французи та німці, які будували там торгові факторії та християнські місії.

### Експансія фульбе
У XVI столітті заселення території Камеруну почали кочові племена фульбе. Ними був завойований султанат Мандара. У ХІХ столітті, завдяки джихаду фуланів, практично увесь Камерун став мусульманською державою, центр якої розташувався на півночі Нігерії. На південь фульбе не просувалися - їм заважали тропічні ліси. До XVIII століття на півдні Камеруну, до появи європейців, племена жили первісним ладом.

### Німецька колонія: 1884-1914

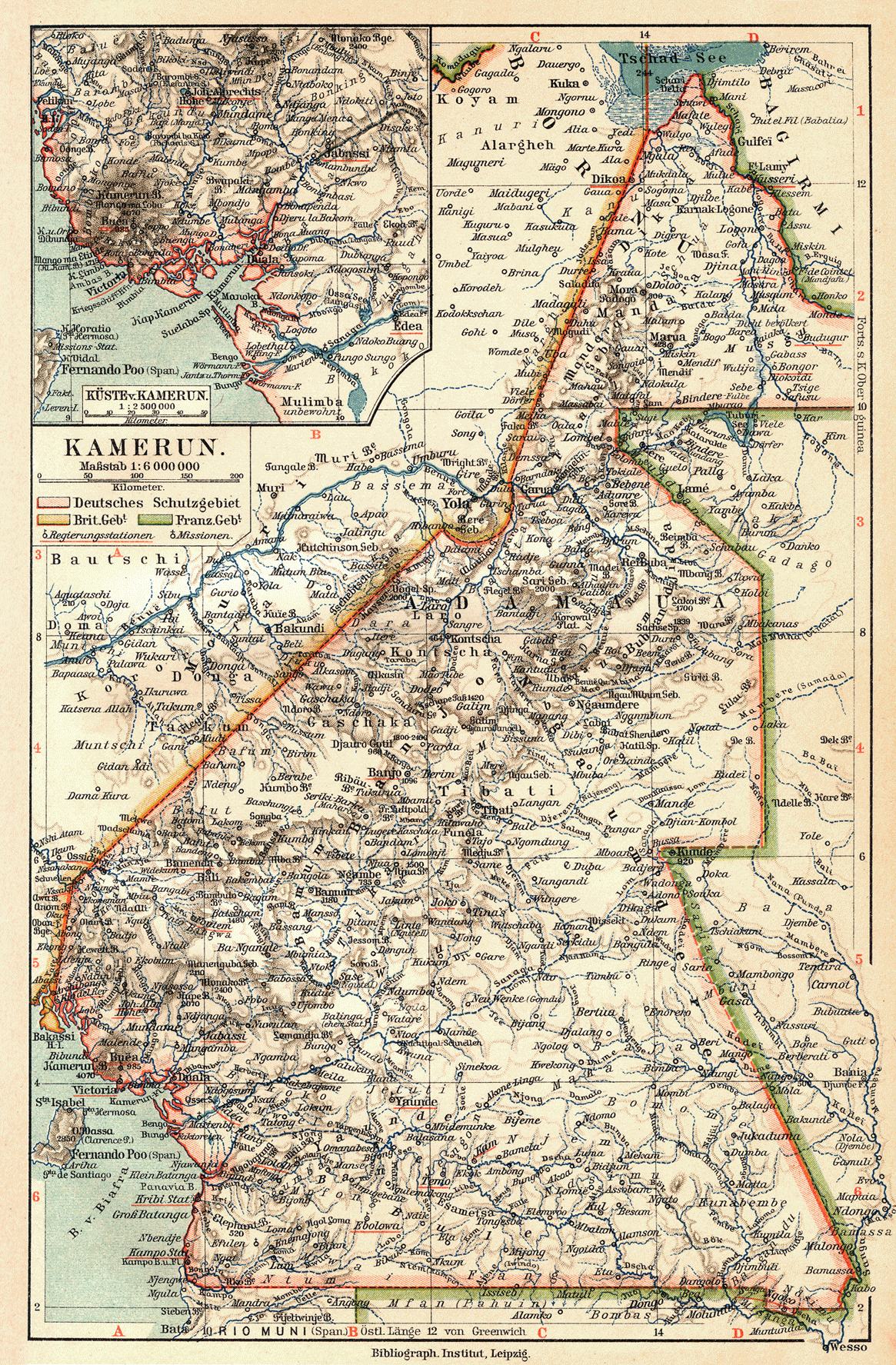
Камерун 1884-1919 роки

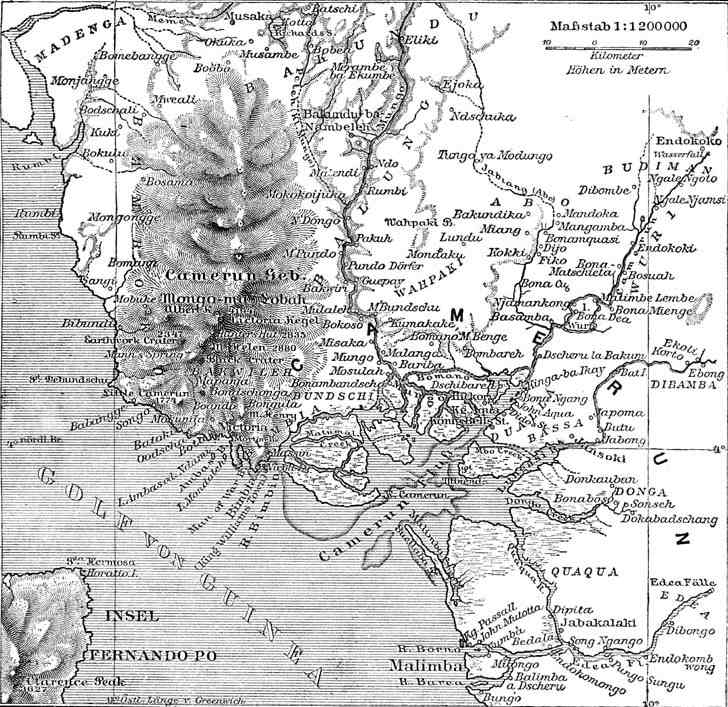
Мапа Камеруну 1888 рік

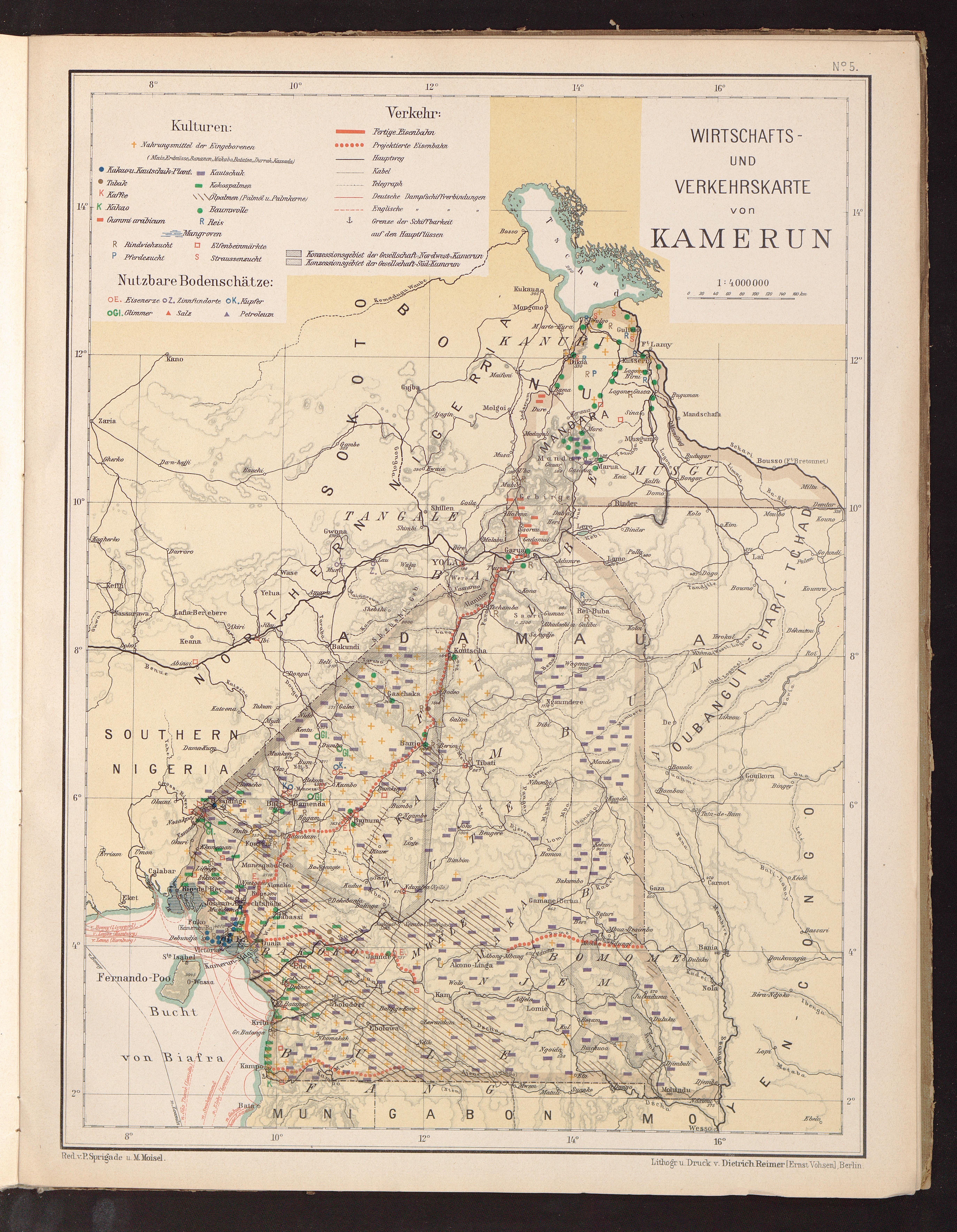
Енономічна мапа Камеруну. 1906 рік

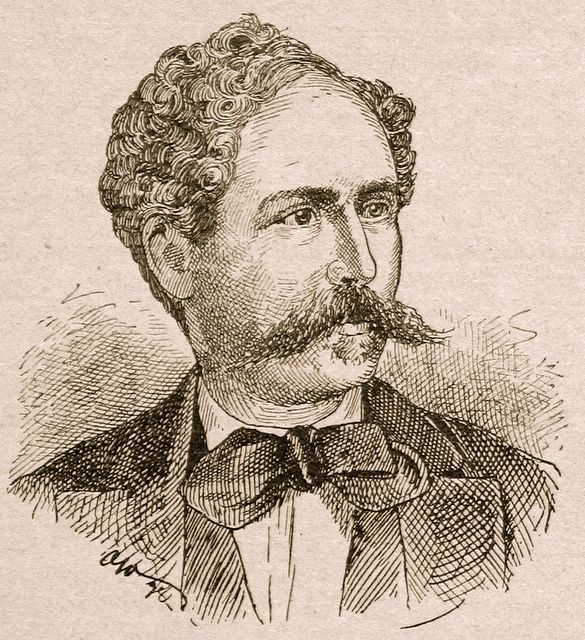
Густав Нахтігаль (1834-1885)

Прапор німецьких колоній. 1891 рік

Проект прапору Камеруна. 1914 рік

У 1884-1919 роки Камерун (нім. Kamerun) перебував у складі Німецької Західноафриканської колонії. До Камеруну також були включені території: північна частина Габону та Конго, західна частина Убангі-Шарі, південно-західні райони Чаду та далекосхідні райони Нігерії. У 1914 році під час англо-французького вторгнення, Німецький Камерун став їх підконтрольною територією.  У 1916 році був зданий останній німецький форт Мора.

### Французька та британська колоніальність: 1916-1960
Згідно Версальського договору та за рішенням Ліги Націй у 1919 році, після поразки Німеччини у Першій світовій війні, Камерун був розділений на дві території поміж Великою Британією та Францією. Французька та Британська частини Камеруну y 1961 році об'єдналися у Федеративну Республіку Камерун.

### Республіка: 1984
У 1972 вона була перетворена в Об'єднану Республіку Камерун.
У 1984 була прийнята назва Республіка Камерун.
У 1991 сталися деякі конституційні зміни; правляча партія демократичний Союз Народу Камеруну перемогла на перших за 28 років багатопартійних виборах 1992 року.